# Svostrup Kirke
Svostrup Kirke er en kirke i Svostrup Sogn i det tidligere Hids Herred, Viborg Amt, nu Silkeborg Kommune. Kirken ligger 250 m vest for Gudenå og Trækstien, på vejen mellem Skanderborg og Viborg og har formodentlig været et naturligt bedested for vejfarende. Kor og skib er opført i romansk tid af granitkvadre over skråkantsokkel.
Murværket er i stor udstrækning omsat, så kun få detaljer er bevaret.
I korgavlen er indsat en kvader med mandshoved, over hovedet ses tre huller. Hullerne kan være udhulninger efter århundreders berøring af et særligt helligt sted i kirkemuren, men huller kan også være beregnet til sprængning af stenen, idet man kom træpløkker i hullerne og hældte vand over, så træet udvidede sig og sprængte stenen, om vinteren kunne man komme vand i hullerne og proppe dem til, når vandet frøs til is, sprængtes stenen. Tårnet er opført i 1788 af kirkeejeren Jean A. Fischer til Allinggård, flere teglsten har en fisk som mærke, muligvis har Fischer haft et teglværk.
I sengotisk tid fik kor og skib indbygget krydshvælv. Korbuen har kragsten med rankeslyng og løve. Over skibets vestdør ses en tympanon med dobbeltløve, den blev fundet på kirkegården i 1906 og opsat på det nuværende sted. Altertavlen er et maleri af Poul Steffensen fra begyndelsen af 1900-tallet. Prædikestolen er fra begyndelsen af 1600-tallet, opgangen er gennem et hul i triumfvæggen.
Den romanske døbefont af granit stammer formodentlig fra 1100-tallet. På kummen ses en figur flankeret af to løver. Den ene løve vender hovedet mod figuren, som holder dens fremstrakte pote. Den anden løve vender bagen til figuren, som holder i dens hale. På kummens anden side, modsat figuren, ses to løver som vender hovedet mod hinanden.
Cirka 200 m sydøst for kirken findes Svostrup Kro.

## Eksterne kilder og henvisninger
- Wikimedia Commons har flere filer relateret til Svostrup Kirke
- Svostrup Kirke Arkiveret 31. januar 2011 hos  Wayback Machine hos nordenskirker.dk
- Svostrup Kirke hos KortTilKirken.dk